# Uracanthus pertenuis
Uracanthus pertenuis är en skalbaggsart som beskrevs av Lea 1916. Uracanthus pertenuis ingår i släktet Uracanthus och familjen långhorningar. Inga underarter finns listade i Catalogue of Life.